# Яуші
Я́уші (рос. Яуши, чув. Явăш) — присілок у складі Чебоксарського району Чувашії, Росія. Входить до складу Великокатраського сільського поселення.
Населення — 843 особи (2010; 670 у 2002).
Національний склад:
- чуваші — 96 %

У радянський час існувало два окремих населених пункти — Яуші та Малі Катраси, які пізніше були об'єднані.